# János Bédl
János Bédl (10 settembre 1929 – 9 dicembre 1987) è stato un calciatore e allenatore di calcio ungherese.

## Carriera

### Calciatore
Nativo dell'Ungheria, Bédl giocò nei Paesi Bassi dal 1959 al 1964. Dopo una stagione al Be Quick 1887, passa al DWS. Nella prima stagione di militanza, 1960-1961, ottenne l'ottavo posto finale del massimo campionato olandese, mentre in quella seguente retrocesse in cadetteria.
Nel 1963 passa al MVV, ottenendo con il sodalizio di Maastricht l'undicesimo posto della Eredivisie 1963-1964.
Nel 1964 si trasferisce a Malta, per vestire il duplice ruolo di allenatore-giocatore del Sliema Wanderers, con cui vincerà la Premier League maltese nel 1965 e la Tazza Maltija del 1965.

### Allenatore
Ritiratosi dal calcio giocato nel 1965 continua ad allenare il Sliema Wanderers, con cui vince anche la Premier League 1965-1966.
Dal 13 febbraio al 27 marzo 1966 Bédl fu il commissario tecnico della nazionale di calcio di Malta.
Dopo l'esperienza maltese si trasferì negli Stati Uniti d'America per guidare i Pittsburgh Phantoms, società militante nella NPSL I, incarico che lasciò dopo quattro giornate, venendo sostituito da Co Prins.
Nel 1968 diviene allenatore dei Kansas City Spurs, società che porterà prima alle semifinali della North American Soccer League 1968 e nella stagione seguente al successo finale, ottenendo anche il titolo personale di miglior allenatore del campionato.
Lasciati gli Stati Uniti d'America Bédl si trasferisce in Germania ove guida il Rot-Weiss Essen per una stagione prima di recarsi in Belgio ad allenare il Lierse, società con cui ottenne il nono posto della Division I 1972-1973.
Nei due anni seguenti torna in Germania, ove allenerà il Borussia Dortmund ed il Wuppertal, retrocedendo con questi ultimi in cadetteria al termine della Fußball-Bundesliga 1974-1975.
Dal 1975 al 1977 torna al Lierse, con cui raggiunge la finale, persa contro l'Anderlecht, di coppa del Belgio nel 1976.
Ritorna ancora sulla panchina del nella stagione 1981-1982, chiusa all'ottavo posto finale.
Nel 1983 torna sulla panchina del Rot-Weiss Essen. Nel 1986 diviene allenatore del Rot-Weiss Oberhausen, ultima squadra da lui allenata prima della morte.

## Palmarès

### Giocatore

#### Competizioni nazionali
- Campionato maltese: 1

Sliema Wanderers: 1964-1965
- Coppa di Malta: 1

Sliema Wanderers: 1964-1965

### Allenatore

#### Competizioni nazionali
- Campionato maltese: 1

Sliema Wanderers: 1965-1966
- NASL: 1

Kansas City Spurs: 1969